# 食農資源経済学会
食農資源経済学会（しょくのうしげんけいざいがっかい、英語: The Food, Agricultural And Resource Economics Society Of Japan (FARESJ)）は、日本の学術研究団体の一つ。

## 概要
1949年11月1日設立。学術研究団体としての種別は単独学会。
農学を学術研究領域とし、危機的状況にある日本の農業、様々な問題を抱える食の現状、地球規模で迫る環境の危機、貧困と南北格差など我々を取り巻く社会状況などの課題を総合的に研究・検討をすることを目的として設立された。

## 沿革
- 1949年 - 九州農業経済学会発足。
- 2007年 - 食農資源経済学会に改称。

## 刊行物

### 食農資源経済論集
- 誌名（和文）：食農資源経済論集
- 誌名（欧文）：JAPANESE JOURNAL OF FOOD, AGRICULTURAL AND RESOURCE ECONOMICS
- 創刊年：1950
- 資料種別：ジャーナル（査読付き論文を含む）
- 使用言語：日英混在
- 発行形態：印刷体
- 著作権帰属先：学会
- クリエイティブコモンズ：-
- 購読：-